# Помпили, Барбара
Барбара Помпили (фр. Barbara Pompili) — французский политик, бывший депутат Национального собрания Франции. Министр комплексных экологических преобразований (2020—2022).

## Биография
Родилась 13 июня 1975 г. в посёлке Буа-Бернар (департамент Па-де-Кале). Окончила университет Лилля по специальности «политические науки». Политическую деятельность начала в 2000 году, вступив в Партию зелёных. Во время президентских выборов во Франции в 2002 г. была пресс-секретарём кандидата зелёных Ноэля Мамера. В течение последующих пяти лет работала помощником депутата Ива Коше. С 2007 по 2012 год была заместителем руководителя аппарата фракции Левых демократов и республиканцев в Национальном собрании Франции.
На выборах в Национальное собрание 2012 г. Барбара Помпили стала кандидатом альянса зелёных и социалистов по 2-му избирательному округу департамента Сомма и одержала победу, получив 50,83 % голосов. С 20 июня 2012 г. являлась вице-председателем группы зелёных в Национальном собрании.
11 февраля 2016 года назначена государственным секретарём по вопросам биоразнообразия во втором правительстве Вальса.
6 декабря 2016 года при формировании правительства Казнёва получила должность госсекретаря по вопросам биоразнообразия. 10 мая 2017 года правительство прекратило существование в связи с созданием первого правительства Филиппа.
В 2017 году перешла в партию президента Макрона «Вперёд, Республика!».
На выборах в Национальное собрание 2017 г. Барбара Помпили стала кандидатом партии «Вперёд, Республика!» по 2-му избирательному округу департамента Сомма и сохранила мандат депутата, получив 61,89 % голосов во 2-м туре. В Национальном собрании она возглавила Комиссию по устойчивому развитию и развитию территорий.
6 июля 2020 года при формировании правительства Кастекса получила портфель министра комплексных экологических преобразований.
20 мая 2022 года сформировано правительство Элизабет Борн, в котором Помпили не получила никакого назначения.
На выборах в Национальное собрание в 2022 году вновь баллотируется по 2-му округу департамента Сомма и в третий раз избирается депутатом. В Национальном собрании стала членом парламентской группы Возрождение и Комиссии по международным делам.
Получив от правительства шестимесячный мандат на создание зон с низким уровнем выбросов, она в сентябре 2023 года покинула Национальное собрание.